# Strahlungswetter
Als Strahlungswetter bezeichnet die Meteorologie eine Form des Hochdruckwetters mit geringer Bewölkung und höchstens mäßigen Winden.
Durch das Fehlen störender Winde dominiert die Sonnenstrahlung das Wetter und die Temperatur der bodennahen Luft und des Bodens. Die Werte der Strahlungsbilanz sind sehr groß – tagsüber positiv, nachts negativ – und führen zu erheblichen Schwankungen der Temperatur von Landoberfläche und bodennaher Luft, die zeitlich und räumlich stark wechseln und zu lokalen tagesperiodischen Windsystemen führen. An Meeresküsten und an Ufern größerer Flüsse und Binnengewässer kommt es zu ähnlichen Effekten (Land- und Seewind).
Der Boden – insbesondere trockener oder Felsboden ohne Bewuchs – erwärmt sich tagsüber sehr stark und führt im Gebirge zur Ausbildung von thermischen Hangwinden. Durch die nächtliche Auskühlung kehren sich diese Winde um (siehe Berg- und Talwind-Zirkulation).
Während z. B. die Segelflieger solche Windsysteme wegen ihrer oft stundenlangen Aufwinde sehr schätzen, kann die nächtliche Abkühlung – insbesondere im Herbst und zeitigen Frühjahr – für den Obst- und Weinbau gravierende Folgen haben. Daher gibt es z. B. an der Wachau (Niederösterreichisches Donautal) bei typischen Wetterlagen regelrechte Frühwarnungen. 

## Kaltluftseen
In Beckenlagen und Senken bilden sich bei Strahlungswetter speziell im Winterhalbjahr oft Inversionswetterlagen mit sehr beständigem Nebel aus. In solchen Nebelgebieten (z. B. Böhmisches oder Klagenfurter Becken) sind die tageszeitlichen Schwankungen der Strahlungsbilanz und der Temperatur minimal, aber, wegen der oft wochenlangen Windstille, die Luftverschmutzung in der Heizperiode besonders hoch.
Für die Agrarmeteorologie ist z. B. das Neuwieder Becken und das Moseltal interessant. Sobald die oberen Geländebecken der Eifel oder des Hunsrück mit Kaltluft gefüllt sind, kann diese ins Moseltal überfließen. Zu den drohenden Frostschäden kommt wegen der erhöhten Luftfeuchtigkeit noch die Gefahr durch Schädlinge, die man thermisch, durch Windmaschinen und manchmal mit Hubschraubern bekämpft.
Wo Flüsse aus einem Becken durch eine Talenge in tiefer liegende Ebenen treten, kann das Strahlungswetter spezielle regionale Winde auslösen. Ein solcher Fall ist der Böhmwind bei Dresden: die in Böhmen abgekühlte Luft fließt durch den Elbedurchbruch nach Sachsen hinunter, wo sie sich auf der Nordwestseite des Erzgebirges hält und zu oft starkem Dunst oder Nebel führt. Erst bei einer allgemeinen Winddrehung auf Südwest reißt der Böhmische Wind ab und der Kaltluftsee im Elbtal kann ausgeräumt werden.